# Euromissile HOT
L'HOT è un missile controcarro prodotto dal consorzio franco-tedesco Euromissile (adesso MBDA), con diametro di 150 mm e gittata massima di 4 km. Esso ha avuto diffusione in installazioni su mezzi corazzati e soprattutto su elicotteri. 
HOT significa in inglese 'caldo', ma è l'acronimo di High-subsonic-Optical-guided Tubed-launched, ovvero missile ad alta velocità subsonica, guidato con sistema ottico e tubo di lancio. La maggior diffusione del TOW ha inciso sul successo di vendite dell'arma.

## Caratteristiche

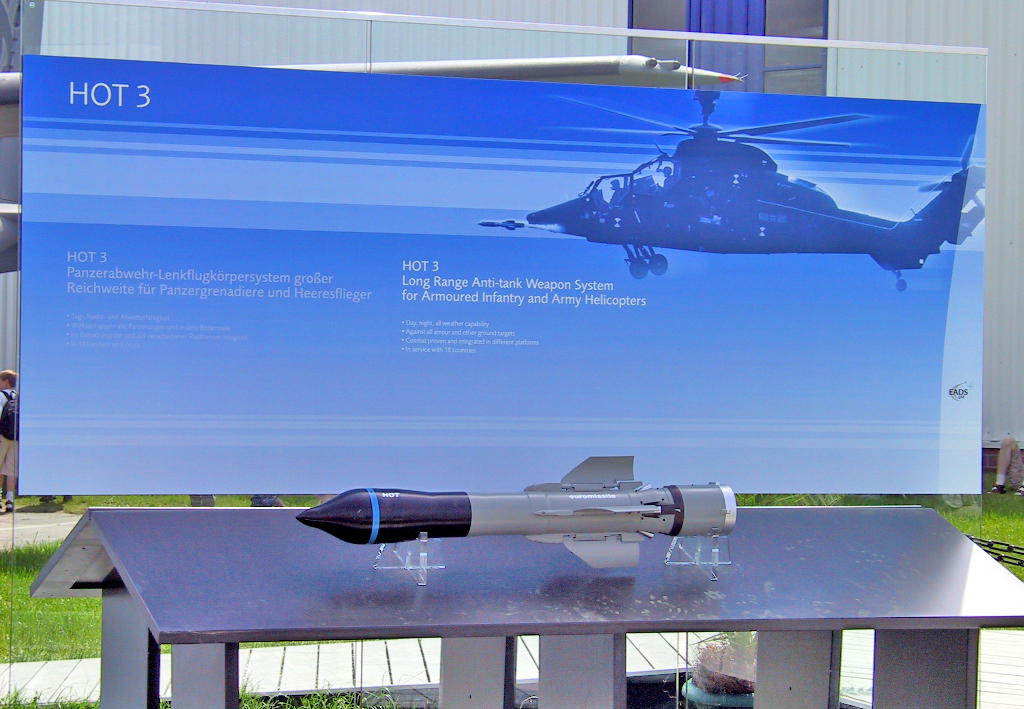
Missile HOT-3

La Euromissile, già autrice di sistemi degli anni '70-80, ha convogliato le risorse francesi e tedesche per dare a questi ultimi successori a costi accettabili e prestazioni migliorate. 
Il missile HOT ha alette ripiegabili attorno al corpo dell'arma, per farlo lanciare da tubi molto più compatti e affidabili rispetto alle rampe tradizionali. I tubi di lancio sono chiusi e sigillati, per cui i missili sono protetti e possono essere conservati per periodi di tempo maggiori.
La guida è semiautomatica all'infrarosso: un sensore IR montato sulla piattaforma di lancio distingue l'arma (grazie ad un flare sistemato in coda), ed un computer di guida invia i comandi di volo al missile tramite un cavo, in modo da correggere costantemente la sua posizione rispetto all'obiettivo puntato dall'operatore attraverso un congegno di mira ottico. La velocità dell'arma è maggiore rispetto a sistemi di generazioni precedenti e per raggiungere la massima gittata occorrono una ventina di secondi.
La gittata massima raggiunge i 4 km, un valore tra i più alti della sua categoria. La testata esplode per deformazione con angoli di impatto fino a 65 gradi e può perforare oltre 800 millimetri di acciaio.
Il missile è impiegato da sistemi di lancio montati su mezzi blindati ed elicotteri controcarro, non sono state realizzate versioni portatili o per veicoli leggeri sull'esempio di realizzazioni di pari classe sovietiche o americane (AT-5 e TOW).
Tra i mezzi blindati che impiegano l'HOT vi sono: i Panhard M3 con torretta Mephisto, equipaggiata con 4 missili pronti al lancio e 14 di riserva, il Renault VAB (4 missili e 8 di scorta) con torretta uguale (si tratta di un sistema retrattile quando non usato, per diminuire l'altezza del mezzo e proteggere gli apparati di tiro), l'AMX-10P (2 missili pronti e 16 o più di riserva) ed altri ancora. Gli elicotteri che montano questi missili sono i Aerospatiale Gazelle (4-6 armi) e i Bölkow Bo 105 (6).
Nel corso degli anni il sistema è stato oggetto di migliorie e nel 1986 si è passati alla versione HOT 2, dopo circa 10 anni di produzione del modello base. La nuova versione ha una testata di guerra più pesante, larga e potente.
Successivamente è stata presentata la versione HOT 3 con testata bellica in tandem e capacità di perforare oltre 1 metro di corazza d'acciaio omogeneo. Essa è rimasta il prodotto di punta della famiglia. Non risultano versioni con profili di attacco dall'alto, per colpire i carri sul tetto della torretta (dove la corazzatura è più sottile), sull'esempio delle ultime varianti di altri sistemi missilistici concorrenti, come il TOW 2A e 2B. Questa carenza potrebbe non garantire la distruzione delle ultime generazioni di carri armati, in caso di impatto sull'arco frontale (60 gradi). Tuttavia l'HOT resta un temibile missile controcarro, specie quando associato a sistemi di puntamento termici per il tiro ognitempo.
La produzione ha ottenuto al 1983 ordini per oltre 52.000 missili da 14 paesi.

## Operatività

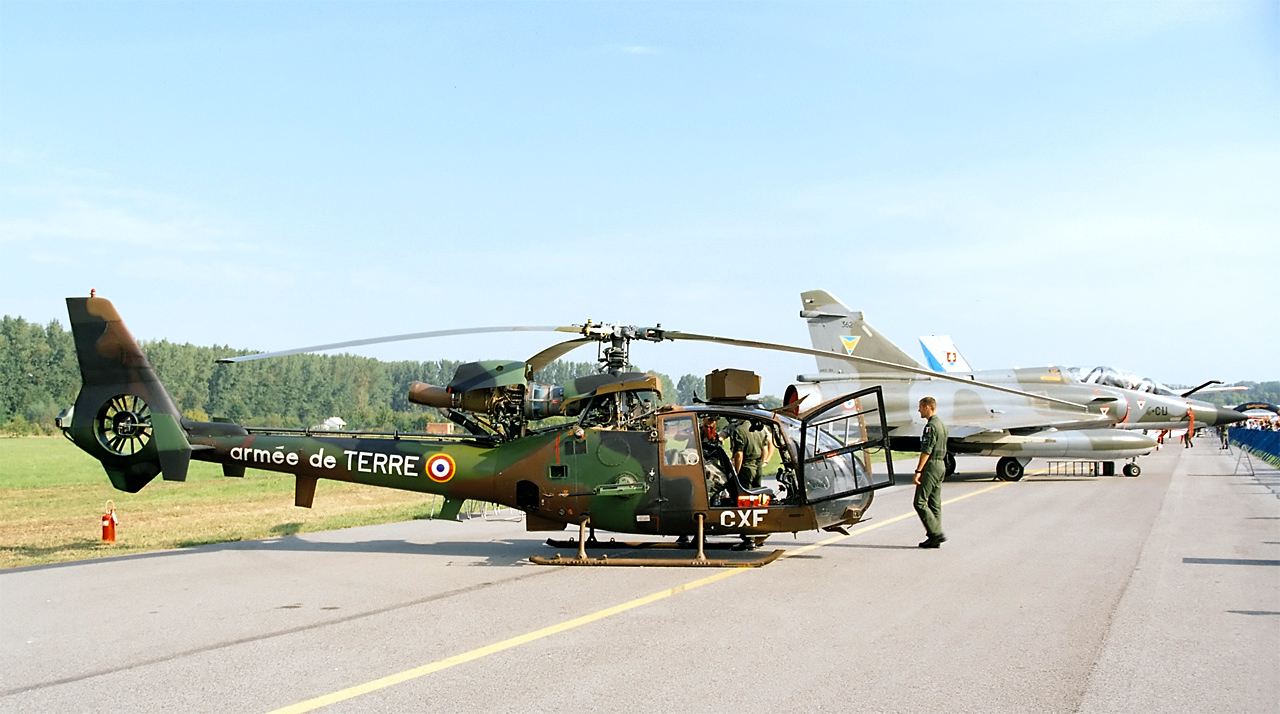
L'elegante Gazelle in versione SA 342M dell'esercito francese, equipaggiabile con missili HOT per i quali vi sono i punti d'aggancio sui fianchi della fusoliera, mentre sopra l'abitacolo vi è la camera termica Viviane

Durante l'operazione Desert Storm i francesi hanno lanciato 328 missili HOT e HOT 2 da elicotteri contro gli obiettivi iracheni, ottenendo una percentuale di successo di circa il 65%. I carri nemici colpiti sono stati solo una ventina perché la maggior parte dei missili sono stati utilizzato per ingaggiare bersagli di altro tipo, come bunker, postazioni di artiglieria, pezzi contraerei. I Gazelle 342M, infatti, potevano contare solo sugli HOT non avendo altre armi a bordo.
Il missile sarebbe stato impiegato anche dalle forze armate siriane contro l'esercito israeliano nel 1982, anche se in quella circostanza le corazze reattive di cui erano equipaggiati i carri armati israeliani si sarebbero dimostrate efficaci nel neutralizzare gli effetti dell'impatto.
Gli iracheni hanno invece rimpiazzato parte del loro arsenale di vecchi missili sovietici AT-3 Sagger comprando i missili HOT, con un grosso ordine per 106 veicoli Panhard VCR con torretta UTH-800, armata di 4 armi pronte al tiro e con altre, forse 10, in riserva.
Oltre a questi piccoli ma micidiali cacciacarri, gli iracheni ordinarono anche elicotteri Gazelle armati con 4 missili HOT in tubi di lancio ai fianchi della fusoliera, sperimentando con successo il loro uso assieme ai Mil Mi-24 che attaccavano prevalentemente con i razzi e mitragliere a distanza ravvicinata, mentre i Gazelle si mantenevano in posizione arretrata lanciando i missili HOT. I carri Chieftain iraniani si rivelarono vulnerabili a questi attacchi, ma i Gazelle - armati solo di missili controcarro - dovettero prestare attenzione agli elicotteri AH-1 Cobra nemici che disponevano, oltre che dei missili TOW, anche di un cannone da 20mm.

## Specifiche tecniche
- Tipo: missile controcarro a lungo raggio
- Lunghezza: 1,275 m
- Diametro:165 mm
- Apertura alare: 31,2 cm.
- Peso: 24 kg (testata + propulsore)
- Propulsore: razzo a propellente solido
- Gittata: 75 (attivazione spoletta) - 4000 m
- Testata: 6 kg HEAT, con una perforazione di circa 800 mm
- Guida: filoguidata CLOS

## Paesi utilizzatori

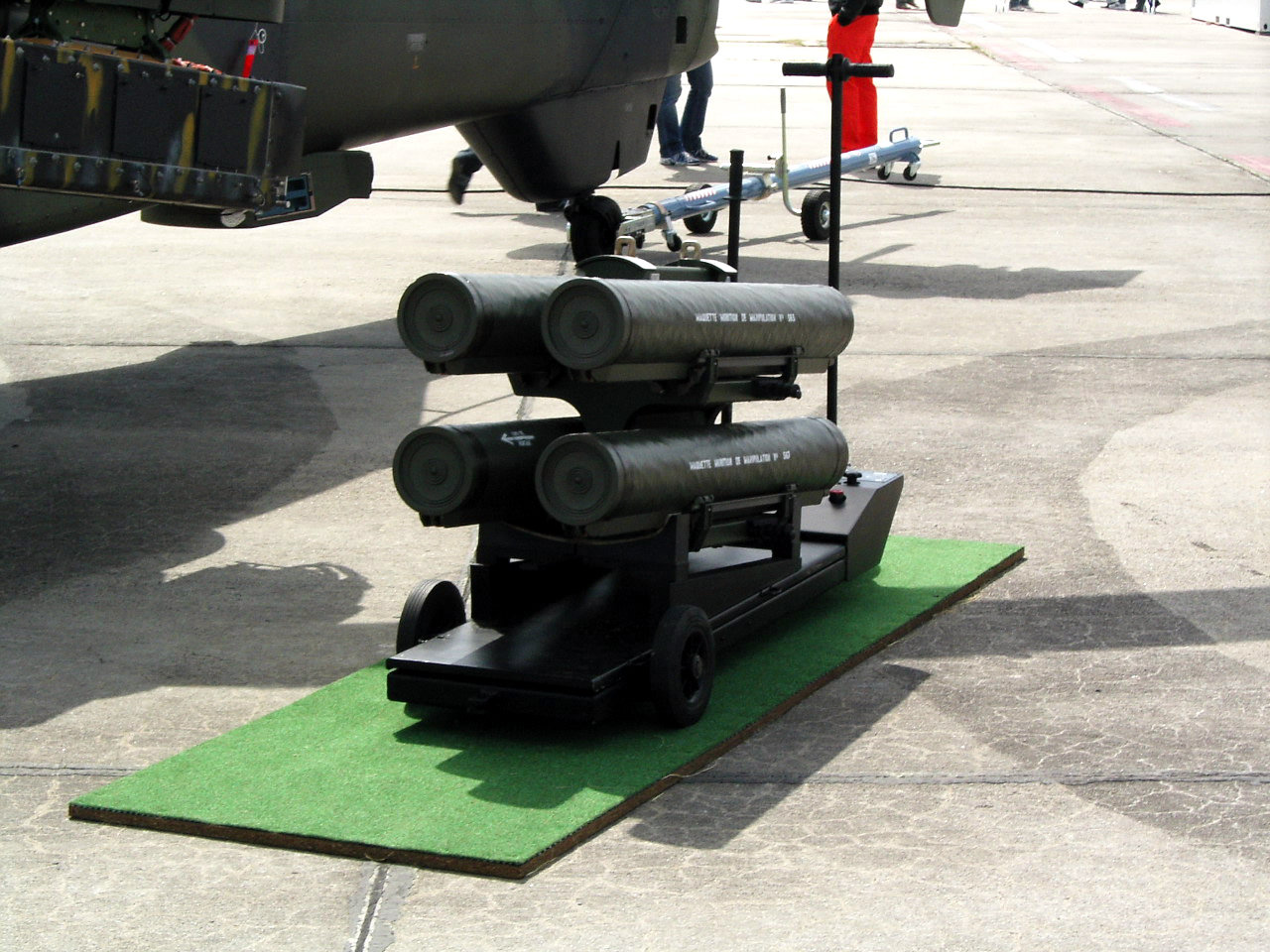
Lanciatore per missili HOT-3 di un Eurocopter Tiger dell'esercito tedesco.

- Arabia Saudita
- Austria
- Belgio
- Cipro
- Egitto
- Francia
- Germania
- Iraq
- Kuwait
- Libano
- Qatar
- Siria
- Spagna